# 마리오 카트 아케이드 GP

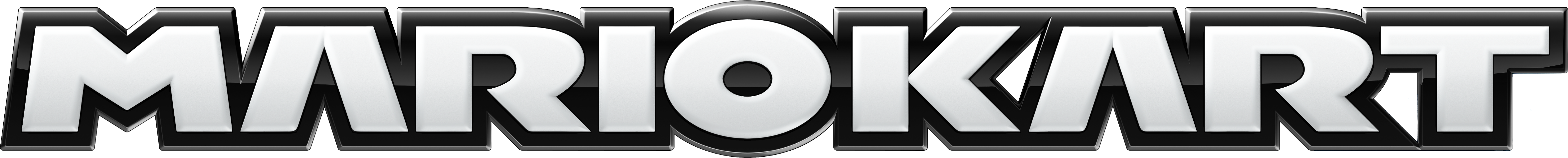

마리오 카트 아케이드 그랑프리(마리오 카트 아케이드 GP)는 닌텐도가 발매한 마리오 카트 시리즈의 아케이드 게임 버전이다. 반다이 남코 게임스 (구 남코 - 2006년 3월 30일까지)가 개발했다. 2005년 12월 중순부터 가동을 시작했으며 속편에 해당하는 "마리오 카트 아케이드 그랑프리 2"는 약 1년 3개월(15개월) 후인 2007년 3월 중순부터 가동을 시작하였다. 이후 2013년 7월 25일에는 약 6년 4개월 만의 완전 신작 "마리오 카트 아케이드 그랑프리 DX"가 가동을 개시했다.

## 등장 캐릭터
| 캐릭터    | 시리즈                     | Arcade GP | Arcade GP 2 | Arcade GP DX |
| --------- | -------------------------- | --------- | ----------- | ------------ |
| 블링키    | 팩맨                       | 예        | 예          | 아니요       |
| 쿠파      | 마리오                     | 예        | 예          | 예           |
| 쿠파 Jr.  | 마리오                     | 아니요    | 아니요      | 예           |
| 동이(Don) | 태고의 달인                | 아니요    | 아니요      | 예           |
| 동키콩    | 마리오/동키콩              | 예        | 예          | 예           |
| 루이지    | 마리오                     | 예        | 예          | 예           |
| 마리오    | 마리오                     | 예        | 예          | 예           |
| 마메치    | 다마고치                   | 아니요    | 예          | 아니요       |
| 팩맨      | 팩맨                       | 예        | 예          | 예           |
| Ms.팩맨   | 팩맨                       | 예        | 예          | 아니요       |
| 피치 공주 | 마리오                     | 예        | 예          | 예           |
| 로젤리나  | 마리오                     | 아니요    | 아니요      | 예           |
| 키노피오  | 마리오                     | 예        | 예          | 예           |
| 와루이지  | 마리오                     | 아니요    | 예          | 예           |
| 와리오    | 마리오 (와리오)            | 예        | 예          | 예           |
| 요시      | 마리오 (요시)              | 예        | 예          | 예           |
| Total     | 4 (7 including sub-series) | 11        | 13          | 13           |